# نينا فيدال
نينا فيدال (بالإنجليزية: Nina Vidal)‏ هي عازفة بيانو ومغنية مؤلفة أمريكية، ولدت في القرن العشرين.

## وصلات خارجية
- نينا فيدال على موقع أول ميوزيك (الإنجليزية)
- نينا فيدال على موقع ديسكوغز (الإنجليزية)
- الموقع الرسمي